# 勧修寺高顕
勧修寺高顕（かじゅうじ たかあき、元禄6年（1695年）7月21日 - 元文2年（1737年）8月18日） は、江戸時代中期の公卿。初名は勧修寺敬孝。

## 官歴
- 宝永2年（1705年）：従五位上、侍従
- 宝永6年（1709年）：正五位下
- 宝永7年（1710年）：左兵衛権佐
- 正徳2年（1712年）：権右少弁
- 正徳3年（1713年）：左衛門権佐
- 正徳4年（1714年）：左少弁
- 正徳5年（1715年）：蔵人
- 享保元年（1716年）：正五位上、権右中弁
- 享保3年（1718年）：右中弁
- 享保4年（1719年）：正四位下、蔵人頭、左中弁
- 享保5年（1720年）：正四位上
- 享保7年（1722年）：右大弁
- 享保8年（1723年）：参議、従三位
- 享保9年（1724年）：左大弁、権中納言
- 享保10年（1725年）：踏歌節会外弁
- 享保12年（1727年）：正三位
- 享保13年（1728年）：権大納言
- 享保16年（1731年）：従二位

## 系譜
- 父：勧修寺尹隆
- 母：清閑寺煕房の娘
- 弟：坊城俊将
- 弟：穂波晴宣
- 子：勧修寺顕道
- 子：万里小路政房